# Thyroptera discifera
El murciélago con ventosas o murciélago con discos (Thyroptera discifera) es una especie de quiróptero, que se encuentra en los bosques y plantaciones de banano desde Nicaragua hasta Colombia y en el norte de Sudamérica, en la Amazonia y la Mata Atlántica. Se alimenta de insectos.

## Descripción
El pelaje es largo y esponjado; en el dorso es castaño a rojizo; el vientre parduzco pálido o amarillento. Las orejas son de color marrón pálido. La cara es triangular con un hocico grande y en punta. La cola es larga y mide 2 a 4 mm. más allá del uropatagio. El uropatagio es peludo en la superficie superior, por al menos la mitad de su longitud. Tiene ventosas de succión debajo de los talones y pulgares.
La longitud del cuerpo con la cabeza está entre 3,7 y 4,7 cm; la longitud de la cola 2,4 a 3,3 cm; el pie 0,4 a 0,66 cm; longitud de la oreja 1 a 1,2 cm y la longitud del antebrazo 3,1 a 3,5 cm, Pesa entre 3 y 4 g.